# Delias madetes
Delias madetes is een vlindersoort uit de familie van de Pieridae (witjes), onderfamilie Pierinae.
Delias madetes werd in 1878 beschreven door Godman & Salvin.